# Дэвидсон, Оуэн
О́уэн Дэвидсон (англ. Owen Davidson; 4 октября 1943, Мельбурн — 12 мая 2023) — австралийский теннисист и теннисный тренер. Победитель 13 турниров Большого шлема в мужском и смешанном парном разряде; обладатель Большого шлема за 1967 год в смешанном парном разряде. Член Международного зала теннисной славы с 2010 года и Зала теннисной славы Австралии с 2001 года.

## Игровая карьера
Оуэн Дэвидсон выиграл за карьеру 11 турниров Большого шлема в смешанном парном разряде, из них восемь с американской теннисисткой Билли-Джин Кинг. Вместе с ней он четыре раза побеждал на Уимблдонском турнире, что является рекордом турнира для мужчин. В 1967 году они выиграли совместно три турнира Большого шлема из четырёх, начиная с чемпионата Франции, а перед этим Дэвидсон выиграл с австралийкой Лесли Тёрнер-Боури чемпионат Австралии, став по итогам сезона обладателем Большого шлема.
Дэвидсон успешно выступал в парах как до, так и после начала Открытой эры, когда теннисисты-профессионалы были допущены к участию в любительских турнирах. С 1968 года выиграл пять титулов на турнирах Большого шлема в миксте и два в мужском парном разряде. Ещё дважды за этот период он играл в финалах турниров Большого шлема, в том числе в финале первого Открытого чемпионата Франции в 1968 году. В 1974 году в паре с Джоном Ньюкомбом Дэвидсон также дошёл до финала итогового чемпионата WCT — на тот момент одного из двух наиболее престижных профессиональных турниров, к участию в которых допускались только лучшие игроки-профессионалы. В то же время большинство его успехов в одиночном разряде приходятся на период, когда любительские и профессиональные соревнования были разделены. Пиком его одиночной карьеры стал выход в 1966 году в полуфинал Уимблдонского турнира, где он уступил будущему чемпиону Маноло Сантане.
В последний раз Дэвидсон сыграл в индивидуальном профессиональном турнире в 1975 году, но с 1974 по 1976 год он выступал в профессиональной командной теннисной лиге World Team Tennis (WTT), сначала в команде из Миннесоты, а затем в клубе Hawaii Leis, где его партнёрами были Ньюкомб, Кен Розуолл и Илие Нэстасе.
В 2010 году имя Оуэна Дэвидсона было включено в списки Международного зала теннисной славы.

## Тренерская карьера
Уже в 1967 году, в год своего высшего игрового триумфа, Дэвидсон возглавил в качестве тренера сборную Великобритании в Кубке Дэвиса. Он тренировал британскую сборную до 1970 года.
В 1982 году Дэвидсон стал тренером команды Houston Astro-Knots, выступающей в лиге WTT, а позже возглавил другой клуб из этой же лиги, Boston Bays, причём в 1986 году он также выступал за эту команду в качестве игрока.
Дэвидсон также девять лет был главным тренером клуба «Tennis Ranch», владельцем которого был Ньюкомб, а в 2009 году подписал контракт с теннисным клубом Сэмми Джаммалвы.
Скончался в мае 2023 года в возрасте 79 лет, оставив после себя сына Камерона.

## Участие в финалах турниров Большого шлема за карьеру (18)

### Мужской парный разряд (6)

#### Победы (2)
| Год  | Турнир                       | Партнёр      | Соперники в финале      | Счёт в финале      |
| ---- | ---------------------------- | ------------ | ----------------------- | ------------------ |
| 1972 | Открытый чемпионат Австралии | Кен Розуолл  | Росс Кейс Джефф Мастерс | 3–6, 7–6, 6–2      |
| 1973 | Открытый чемпионат США       | Джон Ньюкомб | Род Лейвер Кен Розуолл  | 7–5, 2–6, 7–5, 7–5 |

#### Поражения (4)
| Год  | Турнир                     | Партнёр      | Соперники в финале            | Счёт в финале           |
| ---- | -------------------------- | ------------ | ----------------------------- | ----------------------- |
| 1966 | Уимблдонский турнир        | Билл Боури   | Джон Ньюкомб Кен Флетчер      | 3–6, 4–6, 6–3, 3–6      |
| 1967 | Чемпионат Австралии        | Билл Боури   | Джон Ньюкомб Тони Роч         | 6–3, 3–6, 5–7, 8–6, 6–8 |
| 1967 | Чемпионат США              | Билл Боури   | Джон Ньюкомб Тони Роч         | 8–6, 7–9, 3–6, 3–6      |
| 1972 | Открытый чемпионат США (2) | Джон Ньюкомб | Клифф Драйсдейл Роджер Тейлор | 4–6, 6–7, 3–6           |

### Смешанный парный разряд (12)

#### Победы (11)
| Год  | Турнир                     | Партнёр            | Соперники в финале            | Счёт в финале              |
| ---- | -------------------------- | ------------------ | ----------------------------- | -------------------------- |
| 1965 | Чемпионат Австралии        | Робин Эбберн       | Маргарет Корт Джон Ньюкомб    | не игрался, титул разделён |
| 1966 | Чемпионат США              | Донна Флойд        | Кэрол Хенкс-Окамп Эд Рубинофф | 6–1, 6–3                   |
| 1967 | Чемпионат Австралии (2)    | Лесли Тёрнер-Боури | Джуди Тегарт-Далтон Тони Роч  | 9–7, 6–4                   |
| 1967 | Чемпионат Франции          | Билли-Джин Кинг    | Энн Хейдон-Джонс Ион Цирьяк   | 6–3, 6–1                   |
| 1967 | Уимблдонский турнир        | Билли-Джин Кинг    | Мария Буэно Кен Флетчер       | 7–5, 6–2                   |
| 1967 | Чемпионат США (2)          | Билли-Джин Кинг    | Розмари Касальс Стэн Смит     | 6–3, 6–2                   |
| 1971 | Уимблдонский турнир (2)    | Билли-Джин Кинг    | Маргарет Корт Марти Риссен    | 3–6, 6–2, 15–13            |
| 1971 | Открытый чемпионат США (3) | Билли-Джин Кинг    | Бетти Стове Боб Мод           | 6–3, 7–5                   |
| 1973 | Уимблдонский турнир (3)    | Билли-Джин Кинг    | Дженет Ньюберри Рауль Рамирес | 6–3, 6–2                   |
| 1973 | Открытый чемпионат США (4) | Билли-Джин Кинг    | Маргарет Корт Марти Риссен    | 6–3, 3–6, 7–6              |
| 1974 | Уимблдонский турнир (4)    | Билли-Джин Кинг    | Лесли Чарльз Марк Фаррелл     | 6–3, 9–7                   |

#### Поражение (1)
| Год  | Турнир                     | Партнёр         | Соперники в финале              | Счёт в финале |
| ---- | -------------------------- | --------------- | ------------------------------- | ------------- |
| 1968 | Открытый чемпионат Франции | Билли-Джин Кинг | Франсуаза Дюрр Жан-Клод Барклай | 1–6, 4–6      |

## Участие в финалах итоговых турниров WCT в парном разряде (1)
Поражение (1)
| Год  | Место проведения | Партнёр      | Соперники в финале       | Счёт в финале      |
| ---- | ---------------- | ------------ | ------------------------ | ------------------ |
| 1974 | Монреаль, Канада | Джон Ньюкомб | Фрю Макмиллан Боб Хьюитт | 2–6, 7–6, 1–6, 2–6 |